# Estándares de responsabilidad social
Los estándares de responsabilidad social son Niveles jerárquicos que la gente establece para un fin en específico .corporativa|responsabilidad social empresarial]]. Actúan de principios básicos para elaborar cuentas, auditorías y memorias de responsabilidad social. Muchas multinacionales y grandes empresas los utilizan, junto con Normas Internacionales de Información Financiera (NIIF), como referencia para elaborar sus memorias anuales de RSE.
Una memoria de responsabilidad social es una herramienta pública para que informar a accionistas, empleados y socios, así como a la sociedad en su conjunto, sobre cómo y a qué ritmo cumple la empresa sus compromisos o sus planes estratégicos en materia de sostenibilidad económica, bienestar social y equilibrio medioambiental.
Es el resultado de un diálogo prolongado con las diferentes partes interesadas, y no sólo resume las diferentes opiniones, sino que también fija ciertas obligaciones para la empresa.
Una de las formas posibles de elaborar una memoria de responsabilidad social es informar de acuerdo con un determinado estándar:
1. Informe de formato libre.
2. Informe integrado según el método de triple cuenta de resultados (Triple Bottom Line).
3. Informe estandarizado.

En los últimos años, las formas estandarizadas de elaboración de informes están cada vez más extendidas, puesto que los informes de formato libre, aun siendo cómodos para la compañía, son poco eficientes y no pueden asegurar la fiabilidad de los datos y su comparabilidad con otros documentos similares; no facilitan su evaluación y reconocimiento por parte de las organizaciones internacionales. La mayoría de las grandes empresas ya han pasado a elaborar informes con periodicidad anual y sujetos a uno u otro estándar internacional reconocido.
Como sucede con la triple cuenta de resultados, estos estándares utilizan un enfoque integrado, pero difieren de dicho método en que sus requisitos de recogida de información son más exigentes. Se basan en algunos principios comunes:
- Voluntad por parte de la empresa de tener en cuenta, evaluar y hacer públicos, además de los principales indicadores económicos de sus actividades, indicadores no económicos;
- Existencia de una estrategia integral de desarrollo, que cubra componentes económicos, sociales y medioambientales;
- Puesta en marcha un proceso de diálogo permanente con todas las partes interesadas;
- Consideración de los intereses y necesidades de las partes interesadas, a las que se informa de los resultados; y
- Compromiso no sólo de la dirección, sino de todos los departamentos de la compañía, con la idea de presentar informes de responsabilidad social.

## Estándares internacionales de RSE

### АА1000 AS
La norma AA 1000 AS para la elaboración de memorias de responsabilidad social fue desarrollada por la organización británica Institute of Social and Ethical Accountability en 1999. El estándar se diseñó para medir el desempeño de las empresas desde un punto de vista ético, y proporciona un procedimiento y un conjunto de criterios gracias a los cuales se puede llevar a cabo una auditoría social y ética de su actividad. La principal diferencia de este enfoque respecto a otros estándares existentes consiste en introducir en la práctica diaria de la empresa un sistema de diálogo permanente con las partes interesadas o stakeholders.
Según la norma AA 1000, durante el proceso de elaboración de informes de responsabilidad social son de obligatorio cumplimiento los siguientes principios:
- Reflejo exhaustivo de todos los puntos de vista existentes;
- Presentación íntegra y pública de la actividad de la empresa; Relevancia práctica: toma en consideración de la información que pueda afectar a la opinión de uno o más grupos sociales;
- Regularidad y diligencia;
- Garantía de calidad: auditoría por parte de un tercero independiente y competente;
- Accesibilidad: divulgación de los resultados de las actividades sociales de la organización y presentación de información sobre los mismos ante responsables sociales; e
- Integración: inclusión del proceso de elaboración y seguimiento de los informes de responsabilidad social en el día a día de la organización.

### ISO 26000
La Organización Internacional de Normalización (ISO) lanzó la guía ISO 26000 sobre responsabilidad social en 2010. Dicha entidad define su estándar como «una guía sibre cómo las empresas, y otras organizaciones, pueden trabajar de forma responsable. Ello supone comportarse de forma transparente y ética, lo que contribuye a la salud y el bienestar de la sociedad ". En el desarrollo de la norma participaron cerca de 400 expertos que representaban los intereses de los consumidores, los gobiernos y los trabajadores, así como los diversos puntos de vista de la comunidad de profesionales de la RSE.
No está previsto su uso como norma de certificación o de  auditoría de empresas. ISO 26000 es ante todo una guía que contiene los fundamentos sobre los que basar las operaciones en tanto que parte de un negocio socialmente responsable.
ISO también elabora y publica otras normas orientadas a la actividad empresarial, como las ISO 9000 (de gestión de la calidad) y las ISO 14000 (de gestión medioambiental), entre otras.
Los críticos e investigadores más escépticos opinan que en todas las normas desarrolladas por ISO se mantiene un enfoque que aísla la responsabilidad social empresarial dentro de la estructura organizativa (ISO-lating corporate social responsibility in the organizational context). En su opinión, estas normas aíslan a la empresa de los problemas sociales más críticos, «descontextualizando» las actividades socialmente responsables, ya que se conciben para organizaciones de todo tipo, sean grandes o pequeñas, operen en países desarrollados o en países en vía de desarrollo.

### SA 8000
Se trata de un estándar de responsabilidad social corporativa desarrollado por la organización internacional sin fines de lucro Social Accountability International en 1997 . La principal característica de este estándar consiste en que restringe su enfoque a que las empresas cumplan con los derechos humanos y mejoren las condiciones de trabajo de sus empleados. Por ello, los stakeholders que la norma SA 8000 sitúa en el centro de la actividad socialmente responsable de la empresa son sus trabajadores, y sólo en segundo término se sitúan los clientes y accionistas.
La propia norma propone su uso como método de certificación voluntaria para las empresas que decidan implementarla y tratar de cumplir con sus disposiciones. La norma no hace referencia únicamente a su propio desarrollo, sino que además enlaza con instrumentos jurídicos internacionales, en particular con los convenios  adoptados por la Organización Internacional del Trabajo sobre prohibición del trabajo forzoso, protección de los trabajadores, trabajo femenino e infantil, discriminación laboral, etc.

### GRI (The Global Reporting Initiative)
La guía de presentación de informes de sostenibilidad de la Iniciativa de Reporte Global es un estándar internacional de elaboración de informes que pueden adoptar voluntariamente las empresas informantes. La guía ofrece una lista de indicadores específicos para informar sobre las actividades sociales, ambientales y económicas de la empresa.
Una de las principales diferencias y ventajas que el propio GRI destaca consiste en que esta guía permite a las organizaciones informantes aplicar sus recomendaciones por fases. Es decir, una empresa que acaba de empezar a presentar de informes de sostenibilidad puede empezar empleando únicamente los principios generales del documento. GRI también ofrece la posibilidad de preparar un informe para solo una o unas pocas áreas de actividad de la organización, y poco a poco extender el informe a otras áreas.

## Estándares de RSE en Rusia
En la actualidad no existe en Rusia ningún documento formal sobre elaboración estandarizada de informes de responsabilidad social que sea universal, o ampliamente utilizado. Los principales documentos rusos que cumplen la función de un estándar, es decir, que describen la responsabilidad social y regulan el comportamiento socialmente responsable de las empresas, son los siguientes:
- CSR-2008: estándar «Responsabilidad social de una organización. Requisitos», elaborado por la Organización rusa de calidad. Establece requisitos para las actividades de una organización en materia de derechos laborales, seguridad laboral, garantías sociales para el personal, calidad de productos y servicios, seguridad ambiental, ahorro en el uso de recursos, participación en actividades sociales, y apoyo a las iniciativas de la comunidad;
- Carta social de las empresas rusas, elaborada por la Unión de Industriales y Empresarios de Rusia.
- Memorando de entendimiento sobre los principios de responsabilidad social, aprobado por la Asociación de gerentes de Rusia;
- Código de ética empresarial de la Cámara de Comercio e Industria de la Federación Rusa: "12 principios para hacer negocios en Rusia";
- «Elaboración de informes de responsabilidad social de empresas y organizaciones registradas en la Federación Rusa. Recomendaciones metodológicas», propuesta por la Cámara de Comercio e Industria de la Federación Rusa.  La norma propone que los informes de responsabilidad social de las empresas consistan en una parte introductoria (disposiciones generales) y 7 secciones temáticas. El documento describe dichas secciones y los indicadores incluidos en cada una de ellas.
- "Indicadores básicos de desempeño". Consiste en una serie de directrices preparadas por la Unión de Industriales y Empresarios de Rusia para la recopilación de información corporativa no financiera que tienen como objetivo difundir las ideas de la Carta social de las empresas rusas. El documento presenta los correspondientes indicadores económicos, sociales y ambientales de desempeño.

En las regiones rusas existen desarrollos específicos sobre responsabilidad social corporativa y sobre su evaluación por parte de las autoridades gubernamentales, así como sobre gestión de entidades sociales. Entre ellos se encuentran los siguientes:
- "Metodología de evaluación de la responsabilidad social empresarial voluntaria de las organizaciones de la región de Saratov", establecida por el gobierno de la región de Saratov 2008.
- "Código de negocios socialmente responsables de la región de Rostov", elaborado y adoptado por la Unión de empresarios de la región de Rostov, oficina regional de la Unión de Industriales y Empresarios.
- "Norma de responsabilidad social corporativa para las empresas de la región de Voronezh".

## Ventajas de la estandarización de los informes de RSE
- Los estándares pueden servir como una guía práctica y  ayudan a incorporar la RSE en empresas donde previamente no existía. Siguiendo sus criterios, los informes describen resultados que se pueden establecer a su vez, de forma sencilla, como objetivos durante la etapa de planificación de las actividades de RSE.
- La estandarización permite comparar la RSE de diferentes empresas, establece criterios para la comparación, disciplina a las empresas y fomenta la competencia entre empresas para innovar y aumentar la eficiencia de su RSE.
- La presentación de tales informes permite demostrar cómo la misión declarada de la empresa, su visión y sus objetivos estratégicos se implementan a través de actividades socialmente responsables, cuyos resultados se presentan en el informe.
- La ventaja clave de los informes es su accesibilidad no sólo para la dirección, sino también para todas las partes interesadas, autoridades públicas incluidas.
- Los informes de responsabilidad social empresarial mejoran la imagen social y reputación de la compañía, así como su imagen de marca. El cumplimiento por parte de la compañía de estándares internacionalmente aceptados, así como la obtención de los correspondientes certificados, se tienen en cuenta para la elaboración de ratings.

## Crítica
Los expertos han identificado las siguientes desventajas, tanto de los estándares concretos que existen como del proceso de estandarización de los informes de responsabilidad social en sí mismo:
- La estandarización de la información conduce a la estandarización de las actividades de RSE, forzando a que se mantengan dentro de un determinado marco y sujeta a determinados criterios de evaluación, lo que contradice el concepto original de la RSE como una actividad social voluntaria, autónoma y consciente por parte de la empresa.
- Existe la tendencia a evitar, en el contexto de la organización, los problemas sociales graves. Esto tiene que ver con problemas reales de malas condiciones de trabajo, cumplimiento deficiente de las normas o corrupción, todos ellos son habituales en el sector industrial que emplea mano de obra de países de bajos ingresos.
- Los códigos de conducta existentes a menudo se encuentran alejados de la eficiencia real de la organización. Surge el problema de la "descontextualización"; una empresa socialmente responsable pierde contacto con su actividad principal, debido a que los estándares de elaboración de informes son comunes a todos los sectores empresariales.
- El estándar no puede utilizarse como base para una auditoría, una verificación de consistencia o cualquier otro tipo de declaración de conformidad. El estándar no proporciona medios para verificar la validez de lo expuesto a nadie, excepto de la organización que expide el certificado, y no hay ningún control por parte de la sociedad. La memoria de responsabilidad social funciona más como un documento de uso interno que como una auditoría externa.
- Los críticos consideran que informes de RSE son palabras vacías, poniendo ejemplos tales como el informe anual de responsabilidad empresarial de Enron o los informes de responsabilidad social de las empresas tabacaleras.
- Los críticos de la RSE sostienen que los gobiernos deben definir un sistema de responsabilidad social que se apoye en legislación y regulación, lo que permitirá que las empresas se comporten responsablemente.
- Los costes asociados a la administración y el desarrollo del trabajo de los departamentos de RSE plantean cuestiones éticas. En otras palabras, una empresa que hace cosas buenas no estaría obligada a informar sobre ello, y una compañía que elabora sus informes de acuerdo con las normas, no es necesariamente eficiente y transparente en sus actividades de responsabilidad social.
- En Rusia se critica que se copien literalmente los estándares occidentales sin tener en cuenta las diferencias fundamentales en características del mercado y en mentalidad. En Rusia, el grado de interés de los stakeholders con respecto a las actividades socialmente responsables de la compañía es menor que Occidente, lo que requiere cambiar el enfoque de elaboración de informes responsabilidad social y de comunicación de resultados de la actividad.